# هيديو فوكوي
هيديو فوكوي (باليابانية: 福井英郎؛ بالكانا: ふくい ひでお) هو تريثلت ياباني، ولد في 25 سبتمبر 1977 في يوكوهاما في اليابان.

## وصلات خارجية
- هيديو فوكوي على موقع أوليمبيديا (الإنجليزية)